# Neowerdermannia vorwerkii
Neowerdermannia vorwerkii ist eine Pflanzenart in der Gattung Neowerdermannia aus der Familie der Kakteengewächse (Cactaceae). Das Artepitheton vorwerkii ehrt den deutschen Gärtner Wilhelm Vorwerk (1873–1936), der später technischer Direktor des Berliner Botanischen Gartens war. Ein in Argentinien gebräuchlicher Trivialname ist „Achacana“.

## Beschreibung
Neowerdermannia vorwerkii wächst mit niedergedrückt kugelförmigen, dunkel graugrünen Trieben von 6 bis 10 Zentimeter Durchmesser. Die 16 oder mehr Rippen sind in auffällige, dreikantige Höcker gegliedert, zwischen denen die Areolen eingesenkt sind. Die 1 bis 3 bräunlichen bis gräulichen Mitteldornen sind häufig gehakt und bis 2 Zentimeter lang. Die bis zu 10 gebogenen und bräunlichen Randdornen haben eine Länge von bis 1,7 Zentimetern.
Die weißen oder hell bis leuchtend lilarosafarbenen Blüten sind 1,8 bis 2 Zentimeter lang und weisen ebensolche Durchmesser auf. Die kugelförmigen Früchte sind anfangs grün, werden dann rötlich und sind bis 5 Millimeter groß.

## Verbreitung, Systematik und Gefährdung
Neowerdermannia vorwerkii ist in Bolivien und im Norden Argentiniens in Höhenlagen von 3000 bis 4000 Metern verbreitet.
Die Erstbeschreibung erfolgte 1930 durch Alberto Vojtěch Frič. Nomenklatorische Synonyme sind Gymnocalycium vorwerkii (Frič) Hutchison (1959), Weingartia vorwerkii (Frič) Backeb. (1963), Sulcorebutia vorwerkii (Backeb.) F.H.Brandt (1976) und Coryphantha vorwerkii (Frič) Halda & Malina (2005).
In der Roten Liste gefährdeter Arten der IUCN wird die Art als „Least Concern (LC)“, d. h. als nicht gefährdet geführt.

## Verwendung
Die verdickte Pfahlwurzel und der Pflanzenkörper sind essbar.

## Nachweise